# Trachyphonus vaillantii
Trachyphonus vaillantii là một loài chim trong họ Lybiidae.